# Концерт для Бангладеш
Концерт для Бангладеш (англ. The Concert For Bangladesh) — название двух благотворительных концертов, организованных Джорджем Харрисоном и Рави Шанкаром и проведённых 1 августа 1971 года на Мэдисон-сквер-гарден в Нью-Йорке. Концерты, которые посетили около 40 тыс. человек, были организованы с целью сбора средств для помощи беженцам из Восточного Пакистана (ныне Бангладеш), пострадавшим от разрушительного циклона «Бхола» и действий пакистанской армии в Войне за независимость Бангладеш. «Концерт для Бангладеш» принято считать первым крупным благотворительным концертом в истории. На нём выступили многие известные исполнители: Боб Дилан, Эрик Клэптон, Джордж Харрисон, Билли Престон, Леон Расселл, Ринго Старр и британская группа Badfinger.
В декабре 1971 года вышел музыкальный альбом The Concert for Bangladesh, а в 1972 году появился концертный фильм. В 2005 году фильм был выпущен на DVD вместе с новым документальным фильмом.
В результате концерта было собрано 243 418 долларов США, которые были переданы в распоряжение Детского фонда ООН. Прибыль от продажи альбома и DVD продолжает поступать в фонд Джорджа Харрисона при Детском фонде ООН.